# Siberia (ópera)
Siberia es una ópera en tres actos con música de Umberto Giordano y libreto en italiano de Luigi Illica. Se estrenó en el Teatro de La Scala de Milán el 19 de diciembre de 1903.

## Historia
La obra no tuvo éxito en La Scala, a pesar de haber tenido un ilustre elenco en su estreno (Madama Butterfly de Puccini había sido cancelada y se volvió a contratar a los mismos cantantes para cantar la ópera de Giordano). En la primera actuación apareció un reparto impresionante que incluía a Rosina Storchio (Stephanie), Giovanni Zenatello (Vassili) y Giuseppe De Luca (Gleby), dirigidos por Cleofonte Campanini.
Recibió más elogios en su estreno en Génova y después en París en mayo de 1905. Se estrenó en los Estados Unidos en la Ópera de Manhattan de Nueva York el 5 de febrero de 1908. La obra tuvo el raro honor de ser representada en francés en la Ópera de París, un honor concedido por vez primera a un compositor vivo italiano después del Otelo de Verdi en el año 1894. El compositor Fauré tuvo en alta estima el primer acto cuando lo escuchó en París en 1905. Fue revisada en el año 1927. 
En las estadísticas de Operabase aparece con sólo 3 representaciones en el período 2005-2010.

## Argumento
Stephana (soprano) es la mantenida del príncipe Alexis Frouwor (tenor), a quien se la vendió Gleby(barítono), un canalla que previamente la había seducido. Stephana, a su vez, ama al teniente Vassilli (tenor), que la corresponde y al que ha hecho creer que es una dama honesta, aunque pobre. Cuando Vassili descubre la verdad hiere al príncipe en un duelo y por tanto es condenado a la deportación a Siberia. Stephana lo deja todo para unirse a Vassili en su exilio. La felicidad conquistada por la pareja en las duras condiciones del campo de trabajo viene a ser perturbada por la llegada de Gleby, que también ha sido deportado por otro de sus crímenes. Stephana, con la ayuda de un veterano condenado, prepara un plan para escapar con Vassili, pero Gleby los denuncia. Un guardia acierta de un tiro a Stephana que muere en los brazos de Vassilli.